# 81

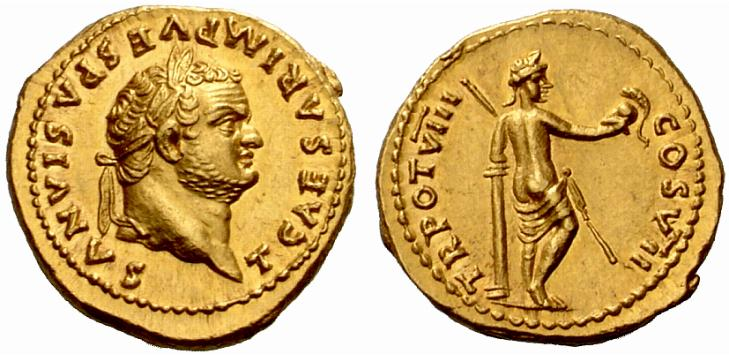
Keizer Titus

Het jaar 81 is het 81e jaar in de 1e eeuw volgens de christelijke jaartelling.

## Gebeurtenissen

### Italië
- In Rome breekt een pestepidemie uit.
- 13 september - Keizer Titus overlijdt tijdens een inspectietocht naar Sabina aan een koortsaanval. Titus Caesar Domitianus (81 - 96) komt aan de macht en volgt zijn broer Titus op als keizer van het Romeinse Keizerrijk. Hij legt beperkingen op aan de christenen.
- Domitianus laat op het Forum Romanum de Boog van Titus bouwen. De ereboog is vervaardigd van wit marmer en wordt geschonken door de Senaat en de inwoners van Rome.

### Brittannië
- Het Romeinse leger onder bevel van Gnaeus Julius Agricola bestrijdt de opstandige Keltische stammen in Zuidwest-Caledonië (Schotland) en bouwt fortificaties in de hooglanden.

## Overleden
- 13 september - Titus Flavius Vespasianus (41), keizer van het Romeinse Keizerrijk